# 俾路支斯坦省
首席专员的俾路支斯坦省（乌尔都语：بلوچستان ,چیف کمشنر صوبہ）是英属印度的一个省份，后来成為巴基斯坦省份。省份位處現今俾路支省的北部。

## 历史
1876年至1891年間，英屬印度官員罗伯特·桑德曼与卡拉特省簽訂三條条约，俾路支斯坦省隨即成立。桑德曼成为英国管辖地区的政治代理人，该地区位于英属印度和阿富汗之间，戰略地位重要，其首府奎达建有一个军事基地，在第二次和第三次阿富汗战争中发挥了重要作用。

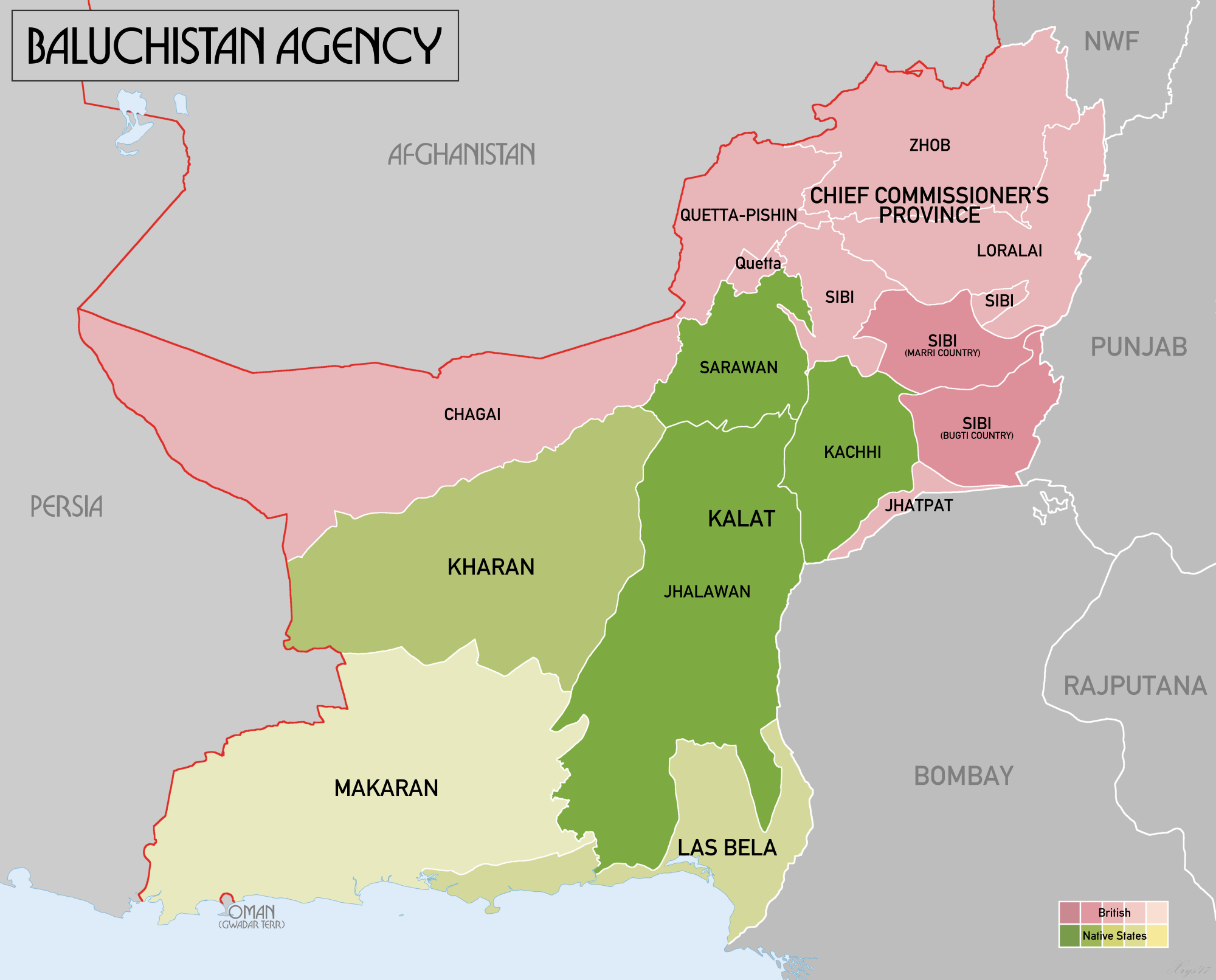
首席专员的俾路支斯坦省

本省在1947年成為巴基斯坦的一部分，並繼續由首席專員負責。隨著俾路支斯坦省西部成為西巴基斯坦的省份，本省於1955年被廢除，至於西巴基斯坦則在1970年被廢除。由於當時政府計劃將地方政權交由普什圖人負責，首席专员省份與俾路支省國家聯盟等地合併成更加大的俾路支省，設立省長以及地方議會。
俾路支斯坦省的西部和南部主要為俾路支部族，北部則為普什圖部族，兩者人數接近。

## 政府
本省由聯邦政府任命的首席专员管理。儘管沒有設及省議會，首席專員仍然可以召開「沙希吉爾加」（Shahi Jirga），聚集各部族首領。
俾路支斯坦省由三部分組成：定居區、政治機構區、部落區。定居區位處奎達和賈法拉巴德，政治機構區位於佐布和查蓋，部落區位於布格蒂和寇盧。
| 任期                              | 首席專員                                               |
| --------------------------------- | ------------------------------------------------------ |
| 1947年8月15日－10月3日            | 派席菲爵士 (Sir Geoffrey Prior)                        |
| 1947年10月3日－1948年4月8日       | 鄧達斯爵士 (Sir Ambrose Dundas Flux Dundas)            |
| 1948年4月9日－1949年1月18日       | 塞西爾·亞瑟·格蘭特·薩維奇 (Cecil Arthur Grant Savidge) |
| 1949年1月19日－7月16日            | 瞿契薩 (Sahibzada Mohammad Kursheed)                   |
| 1949年7月16日－1952年11月18日     | 安綿登 (Mian Aminuddin)                                |
| （1952年11月18日－1953年2月13日） | （不明）                                               |
| 1953年2月13日－1954年11月8日      | 簡駒阪 (Qurban Ali Khan)                               |
| 1954年11月8日－1955年7月19日      | 簡巴德 (Sardar Bahadur Khan)                           |
| 1955年7月19日－7月25日            | 海麗 (R.A.F. Hyride)                                   |
| 1955年7月26日－10月14日           | 薛卡 (R.A.M. Shaker)                                   |
| （1955年10月14日）                | （職位廢除）                                           |

詳情參見俾路支斯坦省首席专员列表